# Cuphead

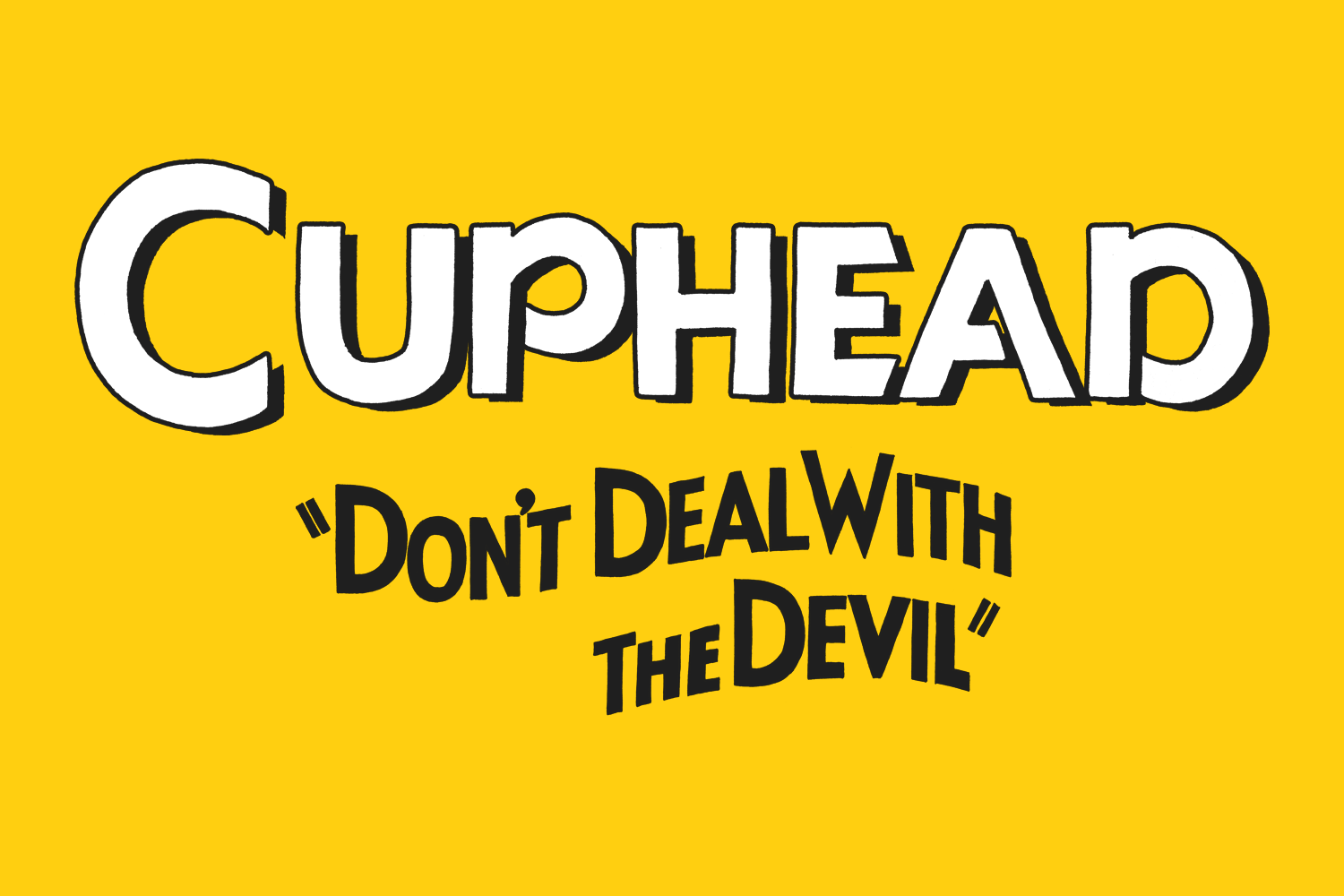
Cuphead promo logo

Cuphead – komputerowa gra platformowa stworzona przez StudioMDHR. Została wydana 29 września 2017 roku na systemy Windows i Xbox One. W dwa tygodnie od premiery sprzedano milion egzemplarzy, a do końca roku dwa miliony. Podczas gali The Game Awards 2017 gra zdobyła nagrody w kategoriach: najlepszy kierunek artystyczny, najlepsza gra niezależna i najlepszy debiut wśród gier niezależnych. Na podstawie gry powstał serial – Filuś i Kubuś dostępnym na platformie Netflix.

## Rozgrywka

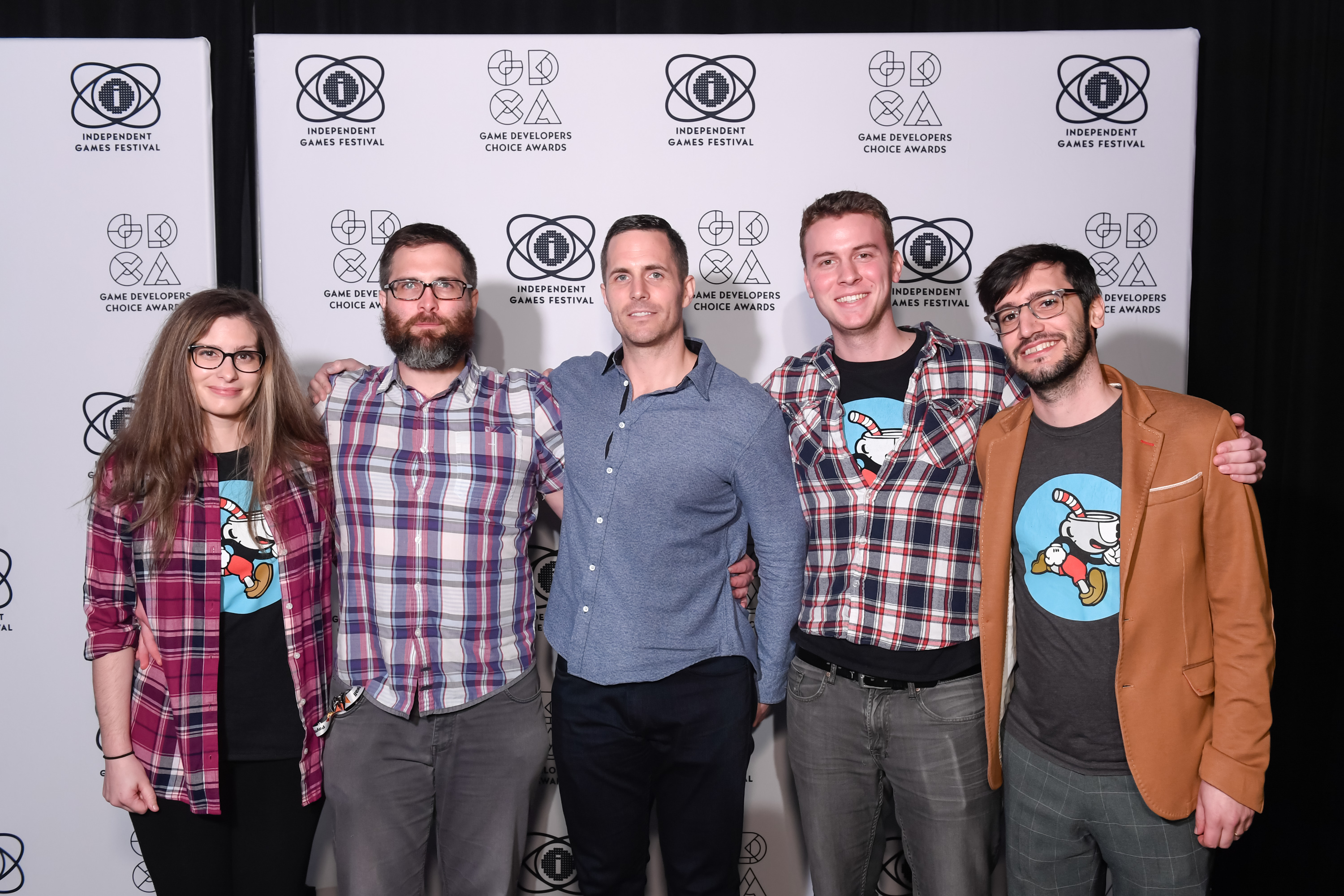
Pracownicy studia

Cuphead jest „platformówką” 2D, w której gracz przechodzi kolejne poziomy. Postać w jednej rozgrywce ma trzy życia, po śmierci pokazany jest postęp w misji i gracz zaczyna planszę od początku bez żadnych kar. Gra zawiera lokalny tryb kooperacji dla dwóch graczy.

## Odbiór
Lucas Sullivan z GamesRadar+ napisał, że gra wyróżnia się spośród innych strzelanek 2D. Podkreślił, że wysoki poziom trudności wymaga cierpliwości i nauczenia się powtarzalnych schematów w rozgrywce. Sullivan pochwalił animacje i akwarelowe tła, które pasują do rozgrywki. Redaktor z IGN zauważył, że oprawa graficzna i ścieżka dźwiękowa świetnie do siebie pasują. Krytyk uznał brak pasków życia przeciwników za dobry pomysł i wymagające walki z bossami za najlepszą część gry.